# Le Sappey-en-Chartreuse
Le Sappey-en-Chartreuse és un municipi francès situat al departament de la Isèra i a la regió d'Alvèrnia-Roine-Alps. L'any 2007 tenia 1.026 habitants.

## Demografia

### Població
El 2007 la població de fet de Le Sappey-en-Chartreuse era de 1.026 persones. Hi havia 384 famílies de les quals 96 eren unipersonals (46 homes vivint sols i 50 dones vivint soles), 96 parelles sense fills, 150 parelles amb fills i 42 famílies monoparentals amb fills.
La població ha evolucionat segons el següent gràfic:
Habitants censats

### Habitatges
El 2007 hi havia 539 habitatges, 387 eren l'habitatge principal de la família, 121 eren segones residències i 31 estaven desocupats. 431 eren cases i 106 eren apartaments. Dels 387 habitatges principals, 277 estaven ocupats pels seus propietaris, 97 estaven llogats i ocupats pels llogaters i 12 estaven cedits a títol gratuït; 13 tenien una cambra, 37 en tenien dues, 45 en tenien tres, 74 en tenien quatre i 217 en tenien cinc o més. 325 habitatges disposaven pel capbaix d'una plaça de pàrquing. A 144 habitatges hi havia un automòbil i a 231 n'hi havia dos o més.

### Piràmide de població
La piràmide de població per edats i sexe el 2009 era:
| Homes | Edats   | Dones |
| ----- | ------- | ----- |
| 0     | 95 o +  | 0     |
| 0     | 90 a 94 | 0     |
| 12    | 85 a 89 | 8     |
| 8     | 80 a 84 | 4     |
| 12    | 75 a 79 | 12    |
| 4     | 70 a 74 | 12    |
| 16    | 65 a 69 | 12    |
| 4     | 60 a 64 | 12    |
| 20    | 55 a 59 | 24    |
| 32    | 50 a 54 | 32    |
| 32    | 45 a 49 | 32    |
| 44    | 40 a 44 | 44    |
| 56    | 35 a 39 | 40    |
| 28    | 30 a 34 | 36    |
| 44    | 25 a 29 | 44    |
| 20    | 20 a 24 | 20    |
| 24    | 15 a 19 | 40    |
| 28    | 10 a 14 | 44    |
| 48    | 5 a 9   | 44    |
| 40    | 0 a 4   | 16    |

## Economia
El 2007 la població en edat de treballar era de 678 persones, 518 eren actives i 160 eren inactives. De les 518 persones actives 496 estaven ocupades (265 homes i 231 dones) i 22 estaven aturades (10 homes i 12 dones). De les 160 persones inactives 40 estaven jubilades, 86 estaven estudiant i 34 estaven classificades com a «altres inactius».

### Ingressos
El 2009 a Le Sappey-en-Chartreuse hi havia 394 unitats fiscals que integraven 1.085,5 persones, la mediana anual d'ingressos fiscals per persona era de 26.979 €.

### Activitats econòmiques
Dels 49 establiments que hi havia el 2007, 1 era d'una empresa alimentària, 3 d'empreses de fabricació d'altres productes industrials, 5 d'empreses de construcció, 3 d'empreses de comerç i reparació d'automòbils, 2 d'empreses de transport, 13 d'empreses d'hostatgeria i restauració, 2 d'empreses immobiliàries, 6 d'empreses de serveis, 10 d'entitats de l'administració pública i 4 d'empreses classificades com a «altres activitats de serveis».
Dels 16 establiments de servei als particulars que hi havia el 2009, 1 era una oficina de correu, 1 taller de reparació d'automòbils i de material agrícola, 1 guixaire pintor, 2 fusteries, 1 lampisteria, 1 empresa de construcció, 7 restaurants i 2 agències immobiliàries.
Dels 3 establiments comercials que hi havia el 2009, 1 era una botiga de menys de 120 m², 1 una fleca i 1 una llibreria.
L'any 2000 a Le Sappey-en-Chartreuse hi havia 7 explotacions agrícoles.

## Equipaments sanitaris i escolars
El 2009 hi havia 1 escola maternal i 1 escola elemental.

## Poblacions més properes
El següent diagrama mostra les poblacions més properes.